# ماهیچه‌های کرمی پا
ماهیچه‌های کِرمی پا (انگلیسی: Lumbricals of the foot) چهار ماهیچه اسکلتی کوچک هستند که خم کردن مفاصل کف‌پایی ـ بند انگشتی، و بازکردن بندهای دیستال را بر عهده دارند.
خاستگاه آن‌ها زردپی‌های ماهیچه دراز خم‌کننده انگشتان پا و پیوندگاه آن‌ها زردپی‌های اکستانسور ۴ انگشت جانبی پا است. عصب‌گیری آن‌ها از عصب کف‌پایی درونی و بیرونی است.

## نگارخانه

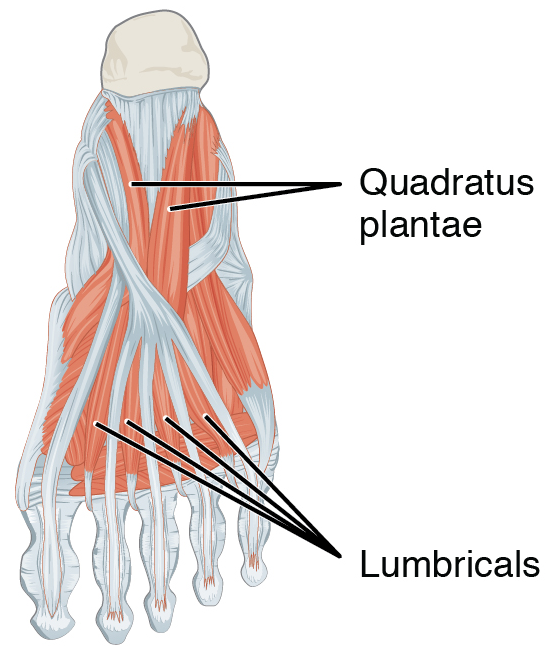